# Secção de câmaras

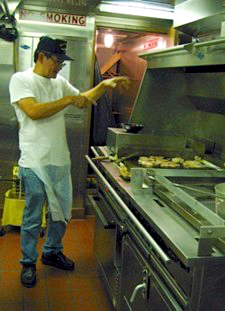
Despenseiro numa cozinha de uma embarcação mercante.

A Seção de câmara (português brasileiro) ou Secção de câmaras (português europeu) é um dos departamentos em que se organiza a tripulação e o serviço de bordo de uma embarcação da marinha mercante.
A secção das câmaras poderá ter funções mais ou menos amplas conforme a dimensão da embarcação e conforme se é uma embarcação de passageiros ou não. Por exemplo, numa embarcação de carga pode limitar-se às funções de alimentação da tripulação. Já numa grande embarcação de passageiros, além da alimentação, está encarregue da administração, gestão financeira, abastecimento e serviços gerais dos tripulantes e passageiros.
O pessoal das câmaras, numa embarcação de carga com poucos tripulantes, pode limitar-se a um único cozinheiro integrado na secção do convés. Já num grande navio de cruzeiro, a secção das câmaras pode englobar mais de uma centena de profissionais, incluindo oficiais comissários, despenseiro, pessoal de alimentação (cozinheiros, ajudantes de cozinheiro, padeiros e pasteleiros), empregados de câmara (criados ou taifeiros) e outros profissionais de serviços gerais (lavandaria, atendimento telefónico, manicura, barbearia, etc.).
Conforme o país ou a companhia de navegação, a secção de câmara pode adoptar outras designações como: "comissariado", "departamento do despenseiro", "departamento de catering", etc..
Hoje em dia, sobretudo nos grandes navios de cruzeiro, é comum que a secção das câmaras esteja dividida em vários departamentos separados como: o da organização do cruzeiro, o de relações públicas, o de entretenimento, o de restauração e bar, o de comércio, o da governanta, etc.
Nos navios de guerra, normalmente, também existe um departamento com funções semelhantes às da secção de câmaras da marinha mercante. Nos navios da Marinha Portuguesa é designado "departamento de logística", sendo chefiado por oficiais de administração naval e incluindo, além do serviço de abastecimento, também o serviço de saúde.